# セサル・ルイス・メノッティ
セサール・ルイス・メノッティ（César Luis Menotti, 1938年10月22日〈戸籍上は11月5日〉 - 2024年5月5日）は、アルゼンチン・ロサリオ出身の元サッカー選手、サッカー指導者。現役時代のポジションはフォワード。
1976年に軍事クーデターが起こり政情が不安定になる中、前回西ドイツ大会経験者のFWのマリオ・ケンペスを中心に、それ以外のメンバーは国内からMFのオズワルド・アルディレス、DFのダニエル・パサレラら有能な若手選手を抜擢、国際試合における蛮行で暴力的なイメージが定着した代表チームにクリーンで攻撃的なサッカーを浸透させ、1978年アルゼンチン大会で初優勝に導いたことで知られる。

## 経歴

### クラブでの成功
若くして監督のキャリアをスタートさせ、1971年から就任したCAウラカンではアルフィオ・バシーレ、ミゲル・ブリンディシら後に指導者としても活躍する選手や、アルゼンチンW杯代表のレネ・ハウスマンらを率いてメトロポリタン・リーグを制覇。この結果が認められ1975年にFIFAワールドカップ地元開催を控えたアルゼンチン代表監督に就任する事になった。

### 軍事政権の下で
1974年に死去したフアン・ペロン大統領の後を継いだ妻のイサベル・マルティネス・デ・ペロンの失政とそれに対する抗議テロにより国内が混乱する中、1976年3月24日軍事クーデターが勃発しホルヘ・ラファエル・ビデラ将軍が実権を掌握。軍事政府によって左翼家や一般市民が次々と弾圧、処刑（一説には8,000人から30,000人が処刑された）されるなど不穏な空気が流れ亡命者が続出する中、メノッティは国内に留まる事とした。
軍事政府はW杯を成功させ優勝させる事が自分達のPRになると考え全面的に支援する事を約束をしたのだ（ライバルブラジルが3度の優勝を誇るのに対しアルゼンチンは0回だったことなどから優勝を絶対命令にもした）。その一環として選手の海外移籍を禁じ代表強化合宿に集中しやすい状況にした。
メノッティは当時、首都ブエノスアイレスに本拠を置くクラブが絶対的に権威を持つ中、慣例を破り地方のクラブから多数の選手を選出した。オズワルド・アルディレスがその代表格で、彼はそのままチームの中心選手として君臨した。その後、当時17歳のディエゴ・マラドーナが頭角を表し大会直前の合宿メンバーに招集されたが、逸材をプレッシャーの懸かる重要な大会で潰す訳にはいかないとして最終的に22名のメンバーからは外すことになった。メノッティは「彼はまだ若い、次のチャンスまで機会を待とう」と語ったが、この事はマラドーナ本人、相当ショックだったという。

### アルゼンチンW杯
大会を勝ち進み2次リーグではライバルのブラジルと同じ組に入った。直接対決は0-0で引き分けその時点で勝ち点は並ぶものの得失点差は3に開いていた。2次リーグ最終日にブラジルが先に試合を終えた結果（現在の様に最終戦を同時刻に行う決まりが無かった）、アルゼンチンが決勝に進むには4点差以上での勝利が必要になる絶体絶命のピンチに陥った。しかしこの逆境を跳ね除け6-0でペルーに勝利（八百長の疑惑もある）。
この勢いに乗り決勝では前回準優勝の オランダ（エースのヨハン・クライフは軍部の弾圧に抗議し大会不参加）を3-1で下し見事初優勝、メノッティは政府から課せられた優勝の使命を果たした。

### その後
翌1979年、ワールドユース日本大会でもディエゴ・マラドーナを擁し、これを制するなど順調に事は進み、前回優勝メンバーとユース世代の融合が期待されたが、1982年のワールドカップスペイン大会では輝きを見せること無く、2次リーグ敗退の結果に終わった。
これ以降も名門FCバルセロナやメキシコ代表、アルゼンチン国内のクラブを率いるなど指導者として活躍した。
1987年、アトレティコ・マドリードの監督に就任した。先発メンバー11人を固定し、戦術を浸透させることで次第に結果にも表れ、第10節のマドリードダービーでは4-0で大勝した。しかし、リーグ戦で3位に付けていた29節終了後、クラブ会長のヘスス・ヒルとの対立によって解任された。
2024年5月5日、ブエノスアイレスで死去。アルゼンチンサッカー協会により訃報が告知された。85歳没。

## 備考
- 実際の誕生日は1938年10月22日であるが、父親の届け出の都合により11月5日を誕生日として登録されたという[2]。
- 1970年のFIFAワールドカップ・メキシコ大会で優勝したブラジル代表のサッカーに強い影響を受けているという。
- 後任のアルゼンチン代表監督カルロス・ビラルドとはサッカーに対する考え方の違いから犬猿の仲である。
- メキシコ代表監督時代の1991年、先進的なプレースタイルで「代表入りは危険」と批判されていたホルヘ・カンポスを、「彼は21世紀のゴールキーパー」と評して代表に初招集した。
- 生粋の自由主義者で、「死ぬまで左派に残る」という言葉を残している[7]。